# Anita Buri
Anita Buri (nacida el 3 de julio de 1978) es una presentadora de televisión y modelo suiza, y fue Miss Suiza en 1999. 
La empleada comercial de Berg fue coronada Miss Suiza en Lugano en 1999. Durante su año de reinado representó a Suiza en Miss Mundo 1999 en Londres y en Miss Universo 2000 en Chipre. 
Estuvo casada durante 5 años con el exjugador de fútbol Marc Hodel. Tienen un hijo, nacido en 2002. 
El deporte es una parte importante  de su vida. Ha bailado desde los 6 años - Ballet, Jazz, Hip Hop, Streetdance y latino. Dirigió el grupo de baile Ladystyle-Show durante 2 años, junto con Sonia Granjean (Miss Suiza 1998) y la bailarina y coreógrafa profesional Eljadusa Kedves. En la parte germano-parlante de Suiza, es la embajadora Fitness para Fitness for Kids el cual enseña a los niños sobre la importancia del movimiento en sus vidas diarias. 
Anita Buri trabaja como modelo (sesiones fotográficas, pasarelas y anuncios para televisión) y como presentadora de televisión. De 2011 a 2014 el Thurgauer and Argauer por elección, fue acogido por el Tele Top Television Talkshow Top Talk. 
Actualmente, es representante y embajador para la tienda en línea intimates.ch, presenta ejercicios de fitness para newmove.ch y diseña su propia línea de bolsos Blemal. 